# Humberto Maschio
Humberto Dionisio Maschio Bonassi (Avellaneda, 10 de fevereiro de 1933 – 20 de agosto de 2024) foi um futebolista ítalo-argentino. Entre seus feitos, foi a primeira pessoa a conquistar a Copa Libertadores da América como jogador e também como treinador, inclusive conseguindo um desses títulos pelo Racing e outro pelo rival Independiente.
Apelidado de El Bocha, alcunha comum na Argentina a calvos, também defendeu as seleções de Argentina e Itália (com a qual esteve na Copa do Mundo FIFA de 1962) e se tornou em dezembro de 2022 o mais velho artilheiro da Copa América (por 1957) ainda vivo.
Maschio detém justamente uma das dez melhores médias de gols da seleção argentina - em números oficiais, foram precisamente doze gols em doze jogos. Como jogador, surgiu como um grande definidor, ainda que não atuasse exatamente como um atacante e sim como meia-direita; além do bom arremate, possuía inteligência para se posicionar no local preciso no momento indicado. A essas qualidades incorporou, a partir de sua chegada à Itália, disciplina tática.
Ao final da carreira, mais recuado e sabendo ordenar e habilitar colegas como também pausar a bola quando necessário, exibia estilo mais tarde comparado ao de Juan Román Riquelme, como um jogador estrategista e criativo, de grande compromisso coletivo e bom panorama de jogo. Como treinador, além de trabalhar na dupla de Avellaneda, ele esteve ainda nos quatro principais clubes cordobeses - Talleres, Belgrano, Instituto e o Racing de Córdoba, assim como na dupla equatoriana Barcelona de Guayaquil e LDU Quito.

## Jogador

### Início na Argentina
Maschio foi revelado nas categorias de base do extinto Arsenal de Llavallol, onde chegou a conviver com Vladislao Cap, posteriormente seu cunhado. Ambos foram adquiridos em 1953 pelo Quilmes, então na segunda divisão. O Cervecero não subiu, mas Maschio destacou-se com 23 gols na campanha 5ª colocada; um deles, em goleada de 5-1 no Clásico quilmeño com o Argentino de Quilmes. Ao fim da temporada, ele e Cap terminaram contratados pelo Racing.
Ele não chegou a sobressair-se inicialmente, precisando intercalar o clube de Avellaneda com o serviço militar obrigatório; marcou somente um gol em 1954, mas firmou-se em 1955, a ponto de estrear em fevereiro de 1956 pela seleção argentina. Em 1957, Maschio foi um dos grandes destaques do Sul-Americano de Futebol do ano, sendo artilheiro e campeão da competição com a Albiceleste, com nove gols em seis jogos. Quatro desses gols foram no 8-2 sobre a Colômbia. Maschio marcou ainda duas vezes cada em goleadas nos clássicos com o Uruguai (4-0) e Chile (6-2).
No clássico com o Brasil, já escalado com muitos futuros campeões da Copa do Mundo FIFA de 1958, a Argentina venceu por 3-0 em duelo no qual Maschio marcou o segundo gol. No lance, encobriu Castilho. Também participou ativamente do terceiro gol: em cobrança de falta, acionou Antonio Valentín Angelillo, cujo arremate acertou a trave - na sequência, Osvaldo Héctor Cruz aproveitou o rebote para marcar. O jogo garantiu um título por antecipação dos chamados Carasucias de Lima ("Cara-Sujas de Lima"), como foi apelidado o ataque campeão a partir de gíria argentina alusiva à acne típica da juventude dos seus componentes. Dentre eles, Maschio era o mais sacrificado pelo esquema tático, equilibrando a vertigem e o talento dos demais colegas ofensivos, notadamente Angelillo e Omar Sívori. Após o título, a Argentina foi então derrotada pelo anfitrião Peru, após exibição apática creditada à festa pela conquista antecipada; foi a única derrota de Maschio pela seleção.
O sucesso levou ele e os próprios Sívori e Angelillo à Itália; à Itália; por atuarem no estrangeiro, estavam vedados pelo sindicato dos atletas profissionais argentinos de serem convocados pelo país, e acabaram não sendo chamados para a Copa do Mundo de 1958. Isso também propiciou para que a estadia de Maschio na seleção fosse breve, limitada basicamente ao um ano, um mês e doze dias entre fevereiro de 1956 e abril de 1957; ainda assim, é o segundo maior artilheiro dela convocado como jogador do Racing, abaixo apenas de Omar Corbatta, outro dos Carasucias.

### No futebol italiano

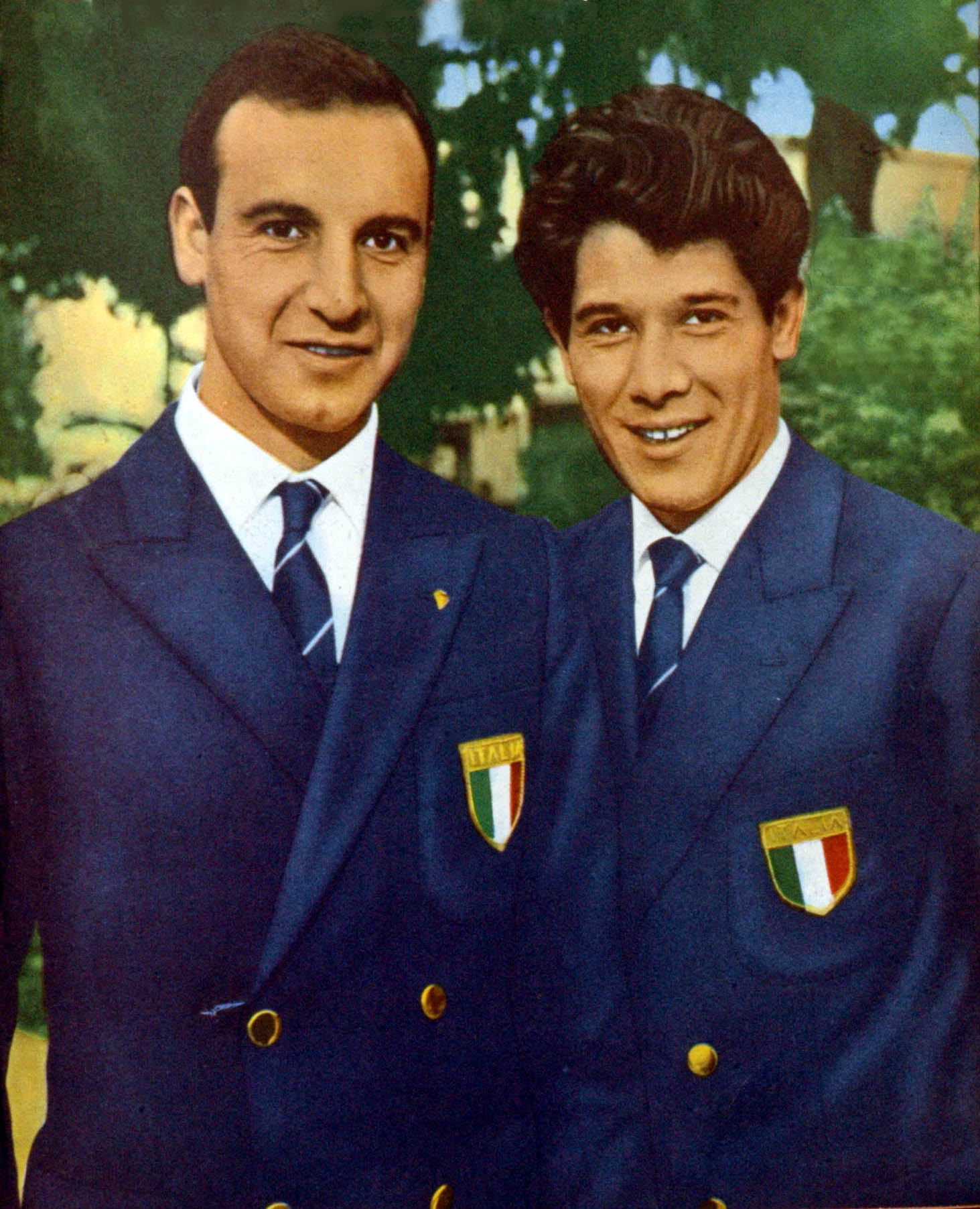
Com o terno da seleção italiana junto com o também argentino Omar Sívori.

Maschio passou por Bologna, Atalanta, Internazionale e Fiorentina. Ainda como jogador do Bologna, chegou a ser emprestado à Inter para enfrentar justamente a Argentina, em amistoso não-oficial usado como preparatório da Albiceleste à Copa do Mundo FIFA de 1958. Em seu primeiro clube, foi escalado fora da posição habitual, usado como centroavante. Acabou tendo mais dificuldades de adaptação do que Sívori e Angelillo, exibindo apenas lampejos de boas atuações, ainda que conseguisse gols sobre Juventus e Inter.
Destacou-se em especial na Atalanta, onde, treinado por Ferruccio Valcareggi, foi recuado para ser trequartista, começando a destacar-se com mais regularidade. A passagem foi creditada pelo próprio Maschio como a que viu seus melhores anos na Itália, chegando a compor o time atalantino dos sonhos eleito na ocasião do centenário do clube. Pela modesta equipe da cidade de Bérgamo, Maschio participou ativamente da terceira melhor campanha realizada por ela no campeonato italiano, o 6º lugar na edição de 1961-62, na qual a Dea também foi semifinalista da Copa Mitropa. Esses feitos o fizeram ser aproveitado pela seleção italiana.
O argentino foi chamado pela Azzurra em contexto emergencial, em função de lesão do astro Giampiero Boniperti, sendo convocado de última hora para a Copa do Mundo FIFA de 1962. Acabou realizando apenas duas partidas como italiano: um amistoso contra a França, em maio, curiosamente enfrentando Héctor de Bourgoing, colega dele pela Argentina campeã de 1957; e no próprio mundial, contra o anfitrião Chile. Maschio havia ido ao torneio ao lado do também argentino Sívori e de outros dois sul-americanos, os brasileiros José João Altafini (o "Mazzola") e Ângelo Sormani. A Itália, porém, acabou eliminada na primeira fase, naquele polêmico jogo com os chilenos - na chamada batalha de Santiago, Maschio, agredido por Leonel Sánchez, chegou a ter fraturado o nariz, em infração que acabou não punida pela arbitragem, além de ser continuamente agredido verbalmente sob insinuações de ser um traidor dos argentinos. A eliminação precoce também limitou as partidas que poderia ter feito pela nova seleção, diante da proibição que a FIFA impôs encerrado o torneio ao uso de naturalizados já utilizados pelos países de origem.
Maschio transferiu-se à Internazionale após a Copa e, treinado pelo também argentino Helenio Herrera, ganhou o campeonato italiano de 1963, em campanha na qual chegou a marcar no Derby della Madonnina com o Milan. Contudo, não se firmou nos nerazzurri; atribuía a falta de espaço a ciúme do próprio Herrera, alguém que preferiria ter mais protagonismo do que seus jogadores. Depois de um ano em Milão, iria para a Fiorentina, novo clube treinado por Valcareggi. Fora duas boas temporadas em Florença, ambas com o 4º lugar na Serie A: na primeira, Maschio marcou gols sobre Inter, Juventus e no Derby dell'Appennino com o campeão Bologna.
Já na segunda temporada, a de 1965-66, Maschio participou ativamente da conquista da Copa da Itália, embora já não estivesse na Viola na ocasião da volta olímpica: combinou com os dirigentes que teria facilitado seu regresso ao Racing desde que contribuísse na classificação à decisão, em semifinais travadas muitos meses antes da final; as semifinais deram-se ainda em fevereiro e a decisão ocorreria apenas em maio. O acordo de cavalheiros terminou cumprido.

### Consagrando-se no Racing

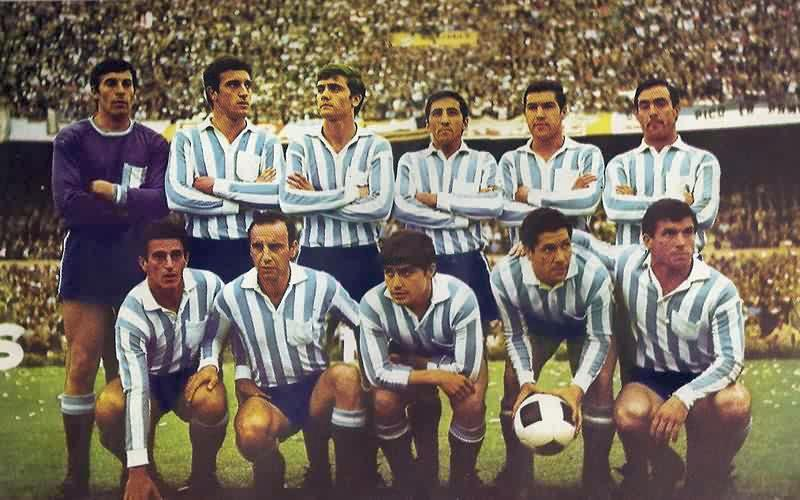
O Racing campeão mundial em 1967. Maschio é o segundo agachado, da esquerda para a direita.

Sua volta ao Racing chegou a ser inicialmente criticada entre os dirigentes locais, que viam-no como veterano e precisaram ser convencidos pelo treinador Juan José Pizzuti, com quem Maschio trocava cartas; haviam sido colegas como jogadores na década de 1950 na equipe, período em que Pizzuti sagrou-se o segundo profissional com mais gols pelo clube. Maschio reestreou como racinguista já na 6ª rodada do campeonato argentino de 1966.
Naquele torneio, o clube de Avellaneda fez história ao registrar 39 jogos seguidos de invencibilidade, então um recorde na era profissional da competição. A estatística foi tão significativa que o vice-campeão River Plate teria vencido qualquer outro campeonato argentino na década, menos aquele - que, por outro lado, acabaria também sendo o último vencido pela Academia pelos 35 anos seguintes.
Maschio atuou em 31 jogos da campanha campeã argentina de 1966, marcando seis gols (um deles, em Clásico de Avellaneda vencido por 2-0 dentro da Doble Visera do Independiente) e fornecendo outras seis assistências. Em meio àquela trajetória, ele chegou a reaparecer uma vez pela seleção argentina em amistosos preparatórios à Copa do Mundo FIFA de 1966, em junho; foi em jogo considerado não-oficial, contra o clube italiano do Cagliari. Por conta disto, a partida não costuma ser considerada nas estatísticas dele pela seleção, normalmente resumidas ao período de 1956-57.
O título argentino de 1966 da chamada Equipo de José, como era conhecido o elenco treinado por Juan José Pizzuti, também terminou histórico por germinar o time vencedor da Copa Libertadores da América de 1967. Já veterano, Maschio contribuiu com seis gols no torneio continental, cuja final foi alcançada em paralelo a uma campanha finalista também no Torneio Metropolitano - perdido para o Estudiantes de La Plata em escalação mista dos racinguistas, que na semana seguinte começariam a travar as decisões sul-americanas contra o Nacional. Nelas, Maschio alternou bons e apagados momentos - sendo, nos bons, o cérebro dos argentinos; envolveu-se, em especial, no segundo gol da finalíssima, em triangulação pelo meio-campo antes da bola terminar cruzada por Juan Carlos Cárdenas para o artilheiro Norberto Raffo ser habilitado perto do gol.
Meses depois, o time tornou-se o primeiro do futebol argentino a vencer (contra o Celtic) o Mundial Interclubes, gerando um orgulho nacional que rendeu homenagens oficiais até mesmo do Independiente; Maschio teria tido seu melhor desempenho na segunda das três partidas, desdobrando-se contra o mais habilidoso dos adversários, Bobby Murdoch. Em 1968, ele ainda teria novo título, amistoso mas prestigiado, após triunfos sobre o Flamengo e Deportivo La Coruña no Troféu Conde de Fenosa. Os cariocas conseguiriam revanche na Copa Mohamed V de 1968, troféu também amistoso, mas festejado de modo especial justamente por ter sido ganho sobre o então campeão mundial.
Ainda em 1968, Maschio e o Racing estiveram próximos de dois títulos: na Copa Libertadores da América de 1968, o Estudiantes avançou nas semifinais após duelos renhidos, com triunfo racinguista por 2-0 em casa revertido por 3-0 em La Plata, forçando um jogo-extra cujo 0-0 ao fim de 90 minutos e prorrogação favoreceu o adversário diante do melhor saldo. Ao fim do ano, no Torneio Nacional, a Academia chegou à rodada final precisando derrotar o River Plate para ser campeã. Por coincidência, o River também seria campeão se vencesse e ambos acabaram empatando e, com isso, igualados na liderança pelo Vélez Sarsfielid. Houve então um triangular extra que acabou favorecendo o Vélez (vencedor de seus dois jogos), campeão pela primeira vez na elite argentina.
Maschio parou de jogar ao fim daquela temporada de 1968, para assumir ao fim da temporada o cargo de treinador da seleção argentina. Em seus números oficiais, acumulou 51 gols pelo Racing (três deles, no rival Independiente) em 162 jogos.

## Treinador

### Início de insucessos
Ainda antes de parar de jogar, Maschio já compunha a comissão técnica da seleção argentina, desempenhando-se como assistente do então treinador José María Minella em três partidas no ano de 1968. No início de 1969, substituiu o próprio Minella no início de 1969 como treinador da seleção, mas durou apenas quatro partidas; embora estivesse invicto, ganhou apenas uma, empatando as demais. Isto e a mudança do quadro de dirigentes da Associação do Futebol Argentino acabaram rendendo na sua saída; Maschio preferiu retirar-se com a queda do dirigente que havia lhe nomeado para o cargo e, com isso, não chegou a trabalhar nas eliminatórias da Copa do Mundo FIFA de 1970, marcadas pela surpreendente desclassificação da Albiceleste.
Por outro lado, em 1970 não evitou, no campeonato argentino, o rebaixamento do Unión, tendo sido o treinador na maior parte da campanha do time de Santa Fe. Também não conseguiu êxito no Racing em 1971, onde permaneceu somente até a 19ª rodada. Em seu primeiro trabalho como técnico do Racing, Maschio chegara a um clube já sob forte crise institucional e em contínuo desmanche do elenco campeão mundial, tendo acabado de perder ídolos como Agustín Cejas e Roberto Perfumo para o futebol brasileiro. Chegou a sair do cargo e voltar rapidamente após desentendimentos sobre o uso de avião para desgastar menos o elenco, enquanto os diretores preferiam impor uma viagem de ônibus.
Seu trabalho seguinte foi na seleção da Costa Rica, nas eliminatórias da Copa do Mundo FIFA de 1974, iniciadas ainda em 1972 nos países da Concacaf. O trabalho do argentino gerava expectativas boas após vitória amistosa sobre o México e resultados razoáveis em outros amistosos pela América do Norte e Central. Contudo, em uma época em que a Concacaf fornecia somente uma vaga ao Mundial, os costarriquenhos acabaram eliminados na fase inicial, para Honduras, em contornos dramáticos: derrotado por 2-1 em Tegucigalpa, o time de Maschio não conseguiu sustentar em casa uma vitória parcial de 3-0, com o empate final em 3-3 eliminando-o e permitindo o avanço hondurenho ao hexagonal final (que acabaria liderado pelo Haiti, único classificado).

### Fazendo história no Independiente

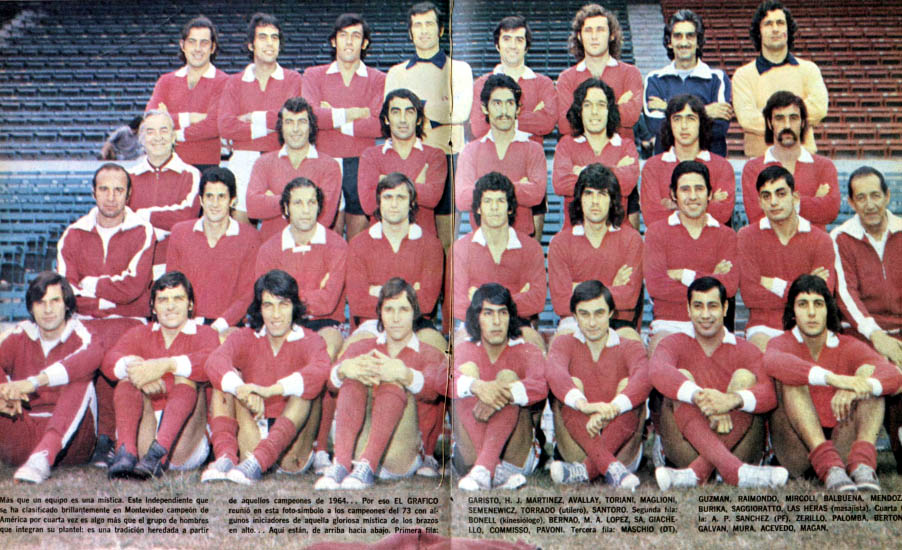
Foto que celebra o Independiente campeão da Copa Libertadores da América de 1973. Técnico da campanha, Maschio, que não sorri, é o homem mais à esquerda da segunda fileira inferior.

O principal momento de Maschio como treinador deu-se justamente no rival racinguista, o Independiente. Assumiu o Rojo no início de 1973, substituindo Roberto Ferreiro, que voltava a treinar o time sub-19 após falta de resultados como primeiro substituto do treinador vencedor com o clube na Copa Libertadores da América de 1972 - Pedro Dellacha, que rumara ainda em julho de 1972 ao Celta de Vigo. Com Maschio, o time venceu em junho tanto a Copa Libertadores da América de 1973 como também a Copa Interamericana (nessa, mesmo jogando na casa do adversário as duas finais) ainda válida por 1972. Contudo, sem nunca ser totalmente aprovado pela torcida e alguns dirigentes devido ao passado no clube vizinho, Maschio renunciou em agosto ao cargo, após desentendimentos sobre locais de treinamento renderem-lhe uma suspensão interna.
Ainda com ele, a equipe também havia sido 4ª colocada no Torneio Metropolitano. Ferreiro voltou ao cargo do time principal e, já um ídolo localmente desde os tempos de jogador, acabou mais respaldado mesmo que inicialmente sofresse resultados ruins no Torneio Nacional. Com o tempo, Maschio foi reconhecido no Independiente como um técnico que conseguiu ser efetivo em pouco espaço de tempo sabendo acrescentar a uma experiente equipe-base já campeã continental de 1972, e de identidade já formada, jovens novatos - notadamente Ricardo Bochini e Daniel Bertoni; outro jogador recém-promovido naquele período foi Rubén Galván, também futuro vencedor de Copa do Mundo FIFA a exemplo dos outros dois.
Maschio seria reconhecido também por ter sido o primeiro treinador no clube a utilizar regularmente Bochini, ídolo-mor local. Embora já houvesse debutado em 1972 no time adulto, este só estreou na Libertadores precisamente na finalíssima de 1973 e posteriormente faria naquele mesmo ano o gol do título no Mundial Interclubes de 1973, o primeiro ganho pelo Independiente - ao fim de novembro, já com Ferreiro de treinador. Bochini havia jogado dez vezes ao longo de todo o ano de 1972, seja sob o comando de Dellacha ou de Ferreiro, e em apenas quatro fora titular. Ao longo do semestre em que esteve no clube, Maschio, por sua vez, usou Bochini sete vezes: seis no Metropolitano, além daquela final na Libertadores. Como ambos curiosamente têm o mesmo apelido, renderam a brincadeira de que "El Bocha fez El Bocha explodir".
Sobre ter se destacado treinando o grande rival do clube com o qual é mais identificado, Maschio enfatizou em 2011 que, eu seu tempo, as duas torcidas e diretorias de Avellaneda tratavam-se com uma cordialidade que afastava maiores polêmicas a respeito - exemplificando os antecedentes do próprio Dellacha, de Vladislao Cap, José Omar Pastoriza e Miguel Ángel Brindisi como antigos jogadores de brilho no Racing que ajudaram o Independiente a ser multicampeão: "sempre gozo os do Independiente. Lhes digo: 'graças ao Racing, vocês foram campeões várias vezes'. Os velhacos do Independiente não me queriam, havia algo de folclore, e me gritavam um pouco nos treinos. O torcedor do Racing me perdoa. Antes era outro espírito, outra coisa. Almoçávamos no Racing e íamos caminhando até o campo deles. E não em grupo, um a um. Ninguém te dizia nada. E terminava o jogo e voltávamos caminhando também. Os torcedores se misturavam, se zombavam, mas não acontecia nada. Nessa confeitaria onde estamos hoje, nos anos 60 e 70, se juntavam as torcidas do Racing e do Independiente. E daqui iam ao campo: os do Racing por uma vereda e os do Rojo, por outra. Não acontecia nada".
A convivência amistosa os dois rivais naquele período foi reforçada por outros jogadores de ambos os lados, contextualizando como as conquistas internacionais de cada um naquelas décadas costumavam ser comemoradas por toda a cidade e render troca de homenagens pomposas, além dos jogos contra adversários estrangeiros contar com apoio unificado das duas torcidas na plateia.

### Trabalhos de relevo no interior argentino e no Equador
Após deixar o Independiente, assumiu em outubro de 1973 o Chacarita Juniors, que vivia seus últimos anos de poderio na primeira divisão. Maschio permaneceu até julho de 1974 nos funebreros. A partir dali, trabalhou sobretudo no interior argentino.
Entre 1975 e 1976, foi o técnico do Gimnasia y Esgrima de Jujuy, no Torneio Nacional, bem como na liga provincial, vencida naqueles dois anos. O Lobo Jujueño viva momento de força, inclusive com jogadores chamados à seleção argentina, notadamente José Daniel Valencia.
Em 1977 e 1978, Maschio trabalhou na liga provincial cordobesa com o Instituto, no qual chegou a reprovar a qualidade de Marcelo Bielsa como jogador. Também em Córdoba, trabalhou em 1978 como espião dos adversários da seleção argentina ali sediados. No Instituto, teve novo ciclo em 1980. Naquele contexto, o torneio cordobês era mais valorizado do que as competições europeias para a convocação de jogadores à seleção; todavia, naqueles anos o provincial foi seguidamente vencida pelos rivais - o Talleres, entre 1974 e 1979; e o Racing de Córdoba, em final justamente no clássico secundário local contra o Instituto, em 1980.
Em 1981, Maschio foi um dos quatro treinadores na campanha campeã equatoriana com o Barcelona de Guayaquil. Em 1982, inicialmente trabalhou no Platense no Torneio Nacional, voltando então ao Equador para treinar no segundo semestre a LDU Quito, inclusive pela Libertadores daquele ano. Em 1983, tornou a treinar naquele país o Barcelona.
Maschio teve em 1984 um último trabalho nacionalmente reconhecido, no Talleres, quando a equipe cordobesa foi semifinalista naquele ano no Torneio Nacional. Na sequência, trabalhou no Racing de Córdoba no Nacional de 1985, ano em que, na Libertadores disputada, comandou a equipe boliviana do Blooming.
Ele eventualmente voltou a Córdoba, mas para treinar o Belgrano, fazendo dele alguém a passar pelos quatro grandes locais, após os ciclos por Instituto, Talleres e o Racing local; foi na segunda divisão argentina de 1987-88. Na terceira divisão de 1991-92, esteve perto do acesso com o Gimnasia de Jujuy, sendo derrotado na decisão pelo Gimnasia y Tiro de Salta.
Em 1995, Maschio voltou ao Racing, como espião na comissão técnica de Miguel Ángel Brindisi. Chegava a ser credor de nove meses de salários atrasados no clube quando foi convencido a voltar emergencialmente ao cargo de treinador, em 1999, para manter sob funcionamento a instituição. Foi em dupla técnica com Gustavo Costas. No primeiro semestre, a instituição chegou a ter sua inexistência de fato anunciada por uma das síndicas da Recuperação Judicial pelo qual passava, sem haver certezas de quais rodadas poderia ou não jogar. A reação enérgica da torcida impediu que o fim se consumasse na prática, com o elenco conseguindo disputar o Torneio Clausura, embora o finalizasse em 14º lugar. No segundo semestre, o time foi 6º no Torneio Apertura, embora também precisasse jogar amistosos em troca de equipamentos de água quente e vender a rivais ídolos como Marcelo Delgado.
Aquele foi o último trabalho de Maschio como treinador, assim explicado: "eu estava velho e precisava de alguém do lado. Dirigia Gustavo e eu lhe dava minhas opiniões. E ele punha a cara ante à imprensa e demais". Ele, que já era um raro técnico em comum nas duas equipes de Avellaneda, tornou-se ainda um nome ainda mais raro dentre aqueles que foram e voltaram entre um e outro - juntamente a José Omar Pastoriza, Pedro Marchetta e o próprio Brindisi.

## Morte
Maschio morreu em 20 de agosto de 2024, aos 91 anos, devido à insuficiência renal. Era um dos últimos remanescentes ainda vivo dos campeões mundiais de 1967, juntamente a Alfio Basile e Juan Carlos Rulli.
Por coincidência, a partida seguinte do Racing e a do Independiente foi precisamente um Clássico de Avellaneda. Maschio fora velado na sede social do primeiro e não deixou de ser homenageado solenemente pelo segundo. No encontro, os jogadores rivais perfilando-se abraçados no mutuamente respeitoso minuto de silêncio que precedeu o duelo (0–0, no Cilindro). Em outra coincidência, o treinador racinguista era precisamente Gustavo Costas, com quem dividira emergencialmente o cargo em meio à crise que o clube alviceleste vivera em 1999; Costas liderou as homenagens póstumas feitas no círculo central do gramado.

## Títulos

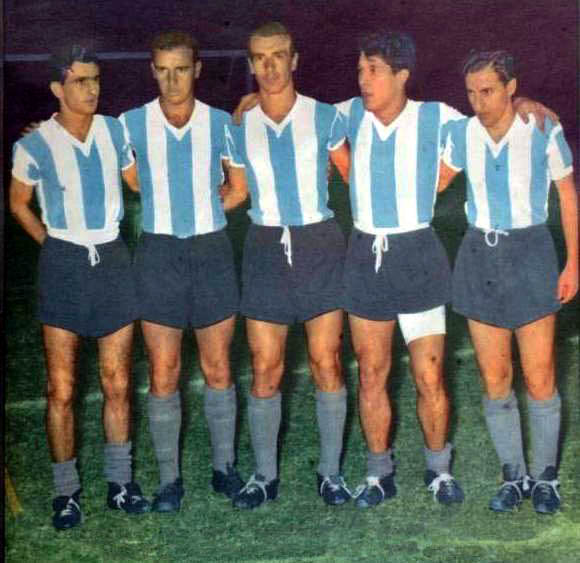
O ataque da Argentina campeã sul-americana em 1957: Corbatta, Maschio, Angelillo, Sívpri e Cruz.

### Seleção argentina
- Copa América: 1957

### Internazionale
- Campeonato Italiano: 1962-63

### Fiorentina
- Copa da Itália: 1965-66
- Copa Mitropa: 1966

### Racing
- Campeonato Argentino: 1966
- Copa Libertadores da América: 1967
- Mundial Interclubes: 1967
- Troféu Conde de Fenosa: 1968

### Independiente
- Copa Libertadores da América: 1973
- Copa Interamericana: 1972

### Gimnasia de Jujuy
- Liga Jujueña: 1975 e 1976

### Barcelona de Guayaquil
- Campeonato Equatoriano: 1981